# João Rodrigues (missionário)
João Rodrigues (Sernancelhe, 1558, 1560 ou 1561 – Macau, 1633 ou 1634) foi um sacerdote, um missionário jesuíta, de origem portuguesa, que atuou no Japão e também na China. Foi, também, linguista, tendo escrito o primeiro dicionário de japonês–português e a primeira gramática da língua japonesa. É conhecido no Japão por João Rodrigues Tçuzu (o Intérprete).

## Nome
O epíteto de João Rodrigues, Tçuzu, foi uma transcrição portuguesa antiga de seu descritor japonês Tsūji (japonês: 通事, "o Intérprete"). No Japão e na China, Rodrigues usou o nome chinês Lu Ruohan (陸若漢).

## Biografia
Com apenas 14 anos, João Rodrigues embarcou com destino à Índia. Pouco depois da sua chegada ao Japão em 1577, foi iniciado na Companhia de Jesus. Dedicou-se ao ensino da gramática e do latim e à aprendizagem da língua japonesa e alguns anos mais tarde concluiu os estudos em teologia em Nagasaki.
Depois de ordenado sacerdote em Macau regressou ao Japão, onde se tornou comerciante, diplomata, político e intérprete entre os japoneses e os navegadores estrangeiros. A sua fluência no idioma oriental mereceu-lhe uma relação especial com os principais líderes japoneses durante o período de guerra civil e da consolidação do xogunato de Tokugawa Ieyasu. Nesta época também testemunharia à expansão da presença portuguesa nesta nação e à chegada do primeiro inglês, William Adams.
Durante este período, teve a oportunidade de escrever as suas observações sobre a vida japonesa, incluindo eventos políticos da emergência do xogunato e uma descrição detalhada da cerimónia do chá. Nos seus escritos revelou uma abertura de espírito sobre a cultura do seu país anfitrião, chegando a elogiar a santidade dos monges budistas.
João Rodrigues seria expulso do Japão no ano de 1610, como consequência de um incidente com o navio português Madre de Deus. Este navio tinha estado envolvido em um conflito em Macau em 1609, no qual foram mortos marinheiros japoneses. Ao voltar a Nagasaki, as autoridades japonesas tentaram abordar e prender o capitão André Pessoa. Na escaramuça, o navio foi incendiado e afundou ao tentar sair do porto da cidade e, em retaliação pelo incidente diplomático, os missionários cristãos foram expulsos do país.
Regressando a Macau, dedicou-se à investigação das origens das comunidades cristãs estabelecidas no local desde o século XIII. Faleceu a 1 de Agosto de 1633, tendo ficado sepultado na então igreja de São Paulo (hoje Ruínas de São Paulo).

## Obras
Considerado um clássico para o conhecimento do Japão e uma das bases para o estudo do japonês arcaico, a obra do padre João Rodrigues é composta por:
- Vocabvlario da Lingoa de Iapam (Vocabulário da Língua do Japão, Nippo jisho em japonês), o primeiro dicionário de japonês-português (1603).
- Arte da Lingoa de Iapam (Arte da Língua do Japão, Nihon-dai bunten em japonês), a primeira gramática da língua japonesa (1604).
- História da Igreja no Japão, em que incluiria também as observações do jesuíta sobre a história e a cultura do Japão da sua época e das décadas anteriores. Partes deste manuscrito foram copiadas (provavelmente transcritas a partir de um ditado oral) em Macau nos meados do século XVII e acabaram por chegar a Lisboa. O original e outra cópia foram enviados para Manila e depois para Madrid. O original continua na capital espanhola mas o segundo passou para as mãos de privados.

## Representações na cultura
- O personagem Martin Alvito do romance Shōgun de James Clavell e da mini-série de TV homónima foi livremente baseado em João Rodrigues.